# Botenguedho
Botenguedho es una localidad de México localizada en el municipio de Ixmiquilpan en el estado de Hidalgo.

## Toponimia
En idioma otomi: “Lugar de piedras rojas”.

## Geografía
Se encuentra en la región geográfica del Valle del Mezquital. A la localidad le corresponden las coordenadas geográficas 20° 28’ 55.546” de latitud norte y 99° 11’ 43.375” de longitud oeste, con una altitud de 1725 m s. n. m. Cuenta con un clima seco semicálido.
En cuanto a fisiografía se encuentra en la provincia del Eje Neovolcánico, dentro de la subprovincia de Llanuras y Sierras de Querétaro e Hidalgo; su terreno es de lomerío. En lo que respecta a la hidrografía se encuentra posicionado en la región del Pánuco, dentro de la cuenca del río Moctezuma, en la subcuenca del río Tula.

## Demografía
En 2020 registró una población de 850 personas, lo que corresponde al 0.86 % de la población municipal. De los cuales 402 son hombres y 448 son mujeres.
| Gráfica de evolución demográfica de Botenguedho entre 1990 y 2020 |
|                                                                   |
| Población registrada por los censos y conteos del INEGI.          |